# BMX-Rennsport-Weltmeisterschaften 2008
Die BMX-Rennsport-Weltmeisterschaften 2008 fanden am 31. Mai und 1. Juni im chinesischen Taiyuan statt, und damit zwei Monate, bevor das BMX-Rennen seine olympische Premiere bei den Spielen von Peking haben sollte. Schauplatz war die Bahn auf dem Gelände des nationalen BMX-Trainingszentrums. Die 2004 gebaute Anlage war die erste ihrer Art in China gewesen. 30 Nationen beteiligten sich an den Wettkämpfen.

## Programm
Am ersten Tag der Wettkämpfe wurde das BMX-Rennen (20 Zoll) ausgetragen, am zweiten Tag das Cruiser-Rennen. Für die BMX-Rennen waren 215 Fahrerinnen und Fahrer gemeldet, während es beim Cruiser 81 waren. Parallel zu den Weltmeisterschaften lief seit dem 29. Mai die UCI BMX World Challenge für die Leistungsklassen Challenge und Masters.

## Ergebnisse

### Frauen Elite
Es gab 43 Fahrerinnen aus 19 Nationen. Shanaze Reade verteidigte ihren Titel aus dem Vorjahr mit großem Vorsprung im Finale.
| Platz | Name                   | Zeit       |
| ----- | ---------------------- | ---------- |
| 1     | Shanaze Reade          | 40,392 s   |
| 2     | Anne-Caroline Chausson | + 0,873 s  |
| 3     | Sarah Walker           | + 3,658 s  |
| 4     | Jana Horáková          | + 3,771 s  |
| 5     | Samantha Cools         | + 3,908 s  |
| 6     | Jill Kintner           | + 7,315 s  |
| 7     | Amélie Despeaux        | + 30,150 s |
| 8     | Laëtitia Le Corguillé  | + 50,967 s |

| Platz | Name              | Zeit      |
| ----- | ----------------- | --------- |
| 1     | Magalie Pottier   | 42,972 s  |
| 2     | Amélie Despeaux   | + 0,206 s |
| 3     | Sarah Walker      | + 0,702 s |
| 4     | Romana Labounková | + 0,886 s |
| 5     | Cyrielle Convert  | + 2,011 s |
| 6     | Aneta Hladíková   | + 2,129 s |
| 7     | Vilma Rimšaitė    | + 3,570 s |
| 8     | Kaila Sweeney     | + 3,706 s |

### Männer Elite
Es gab 105 Fahrer aus 28 Nationen. Māris Štrombergs landete einen Start-Ziel-Sieg im Finale, Vorbote seines Olympiasiegs zwei Monate später.
| Platz | Name             | Zeit      |
| ----- | ---------------- | --------- |
| 1     | Māris Štrombergs | 36,091 s  |
| 2     | Steven Cisar     | + 0,384 s |
| 3     | Sifiso Nhlapo    | + 0,614 s |
| 4     | Donny Robinson   | + 0,864 s |
| 5     | Damien Godet     | + 1,096 s |
| 6     | Thomas Hamon     | + 1,590 s |
| 7     | Jared Graves     | + 1,718 s |
| 8     | Jonathan Suarez  | + 2,609 s |

| Platz | Name             | Zeit       |
| ----- | ---------------- | ---------- |
| 1     | Thomas Hamon     | 36,662 s   |
| 2     | Manuel De Vecchi | + 0,286 s  |
| 3     | Jonathan Suarez  | + 0,856 s  |
| 4     | Sergio Salazar   | + 1,027 s  |
| 5     | Martijn Scherpen | + 3,944 s  |
| 6     | Danny Caluag     | + 6,590 s  |
| 7     | Sifiso Nhlapo    | + 29,130 s |
| 8     | Carlos Oquendo   | DNF        |

### Juniorinnen
Es gab 15 Fahrerinnen aus 9 Nationen.
| Platz | Name               | Zeit           |
| ----- | ------------------ | -------------- |
| 1     | Manon Valentino    | 44,631 s       |
| 2     | Lauren Reynolds    | + 0,535 s      |
| 3     | Rachel Bracken     | + 0,722 s      |
| 4     | Armonie Sailly     | + 1,182 s      |
| 5     | Victoria Hill      | + 1,192 s      |
| 6     | Gaëlle Charpentier | + 3,085 s      |
| 7     | Eva Ailloud        | + 1:05,740 min |
| 8     | Mariana Pajón      | DNF            |

| Platz | Name               | Zeit       |
| ----- | ------------------ | ---------- |
| 1     | Mariana Pajón      | 42,481 s   |
| 2     | Manon Valentino    | + 1,124 s  |
| 3     | Eva Ailloud        | + 2,597 s  |
| 4     | Armonie Sailly     | + 4,100 s  |
| 5     | Gaëlle Charpentier | + 5,436 s  |
| 6     | Stefany Hernández  | + 20,867 s |

### Junioren
Es gab 45 Fahrer aus 19 Nationen.
| Platz | Name             | Zeit       |
| ----- | ---------------- | ---------- |
| 1     | Sam Willoughby   | 36,097 s   |
| 2     | Vincent Pelluard | + 0,992 s  |
| 3     | Denzel Stain     | + 1,605 s  |
| 4     | Toms Skujiņš     | + 1,785 s  |
| 5     | Joshua Callan    | + 1,840 s  |
| 6     | Travis Ohrazda   | + 4,002 s  |
| 7     | Florian Duhamel  | + 8,211 s  |
| 8     | Yusaku Kosho     | + 30,010 s |

| Platz | Name               | Zeit      |
| ----- | ------------------ | --------- |
| 1     | Joris Daudet       | 37,455 s  |
| 2     | Vincent Pelluard   | + 0,824 s |
| 3     | Jelle van Gorkom   | + 1,516 s |
| 4     | Robin van der Kolk | + 1,758 s |
| 5     | Gavin Lubbe        | + 1,930 s |
| 6     | Giacomo Fantoni    | + 2,066 s |
| 7     | Masahiro Sampei    | + 2,939 s |
| 8     | Florian Duhamel    | + 3,852 s |

## Medaillenspiegel
| Platz  | Land               | Gold | Silber | Bronze | Gesamt |
| ------ | ------------------ | ---- | ------ | ------ | ------ |
| 1      | Frankreich         | 4    | 5      | 1      | 10     |
| 2      | Australien         | 1    | 1      | 1      | 3      |
| 3      | Großbritannien     | 1    | 0      | 0      | 1      |
| 3      | Kolumbien          | 1    | 0      | 0      | 1      |
| 3      | Lettland           | 1    | 0      | 0      | 1      |
| 6      | Vereinigte Staaten | 0    | 1      | 1      | 2      |
| 7      | Italien            | 0    | 1      | 0      | 1      |
| 8      | Neuseeland         | 0    | 0      | 2      | 2      |
| 9      | Niederlande        | 0    | 0      | 1      | 1      |
| 9      | Südafrika          | 0    | 0      | 1      | 1      |
| 9      | Venezuela          | 0    | 0      | 1      | 1      |
| Gesamt | Gesamt             | 8    | 8      | 8      | 24     |